# Musée amérindien et inuit
Le Musée amérindien et inuit est un musée situé au 134, chemin Pascal-Comeau dans la ville de Godbout sur la Côte-Nord au Québec.

## Description
Le musée a été fondé en 1978 dans le but de faire connaître la culture amérindienne et inuit, à l'instigation du céramiste Claude Grenier (1931-2012) et de son épouse Cécile Boivin Grenier. Le musée est installé dans l'ancienne maison de Stanislas Comeau, un des fils du naturaliste Napoléon-Alexandre Comeau, qui a donné son nom à la ville de Baie-Comeau.
À l'intérieur, on retrouve une collection d’œuvres amérindiennes et inuits, des objets artisanaux et des artefacts d'animaux marins. Un atelier de poterie et une galerie d'art sont également accessibles aux visiteurs.